# ۱۰۰ فیلم برتر بریتانیایی بنیاد فیلم بریتانیا
۱۰۰ فیلم برتر بریتانیایی بنیاد فیلم بریتانیا (انگلیسی: BFI Top 100 British films) فهرستی شامل صد فیلم برتر قرن بیستم بریتانیایی است. در سال ۱۹۹۹، بنیاد فیلم بریتانیا، طی یک نظرخواهی، از ۱۰۰۰ شرکت‌کننده خواست تا ۱۰۰ فیلم برتری را که «از لحاظ فرهنگی»، بریتانیایی هستند، انتخاب کنند. برخی از این انتخاب‌ها، یا به طور کامل تولید کمپانی‌های فیلم سینمای بریتانیا نیستند یا بخشی از آن‌ها، خارج از حوزه کاری آن‌ها ساخته شده است. اما به این خاطر که از نظر رای‌دهندگان، دارای خصیصه‌های درخشان بریتانیایی هستند، در فهرست آمده‌اند.

## فهرست کامل
| رتبه | عنوان                         | سال  | کارگردان                |
| ---- | ----------------------------- | ---- | ----------------------- |
| ۱    | مرد سوم                       | ۱۹۴۹ | کارول رید               |
| ۲    | برخورد کوتاه                  | ۱۹۴۵ | دیوید لین               |
| ۳    | لورنس عربستان                 | ۱۹۶۲ | دیوید لین               |
| ۴    | ۳۹ پله                        | ۱۹۳۵ | آلفرد هیچکاک            |
| ۵    | آرزوهای بزرگ                  | ۱۹۴۶ | دیوید لین               |
| ۶    | قلب‌های مهربان و نیم‌تاج‌ها      | ۱۹۴۹ | رابرت هیمر              |
| ۷    | قوش                           | ۱۹۶۹ | کن لوچ                  |
| ۸    | حالا نگاه نکن                 | ۱۹۷۳ | نیکلاس روگ              |
| ۹    | کفش‌های قرمز                   | ۱۹۴۸ | پاول و پرسبرگر          |
| ۱۰   | رگ‌یابی                        | ۱۹۹۶ | دنی بویل                |
| ۱۱   | پل رودخانه کوای               | ۱۹۵۹ | دیوید لین               |
| ۱۲   | اگر....                       | ۱۹۶۸ | لیندسی اندرسن           |
| ۱۳   | قاتلان زن                     | ۱۹۵۵ | الکساندر مکندریک        |
| ۱۴   | شنبه‌شب و صبح یکشنبه           | ۱۹۶۰ | کارل رایز               |
| ۱۵   | صخره برایتون                  | ۱۹۴۷ | برادران بولتینگ         |
| ۱۶   | کارتر را بگیرید               | ۱۹۷۱ | مایک هاجز               |
| ۱۷   | تبهکاران لاوندر هیل           | ۱۹۵۱ | چارلز کریچتون           |
| ۱۸   | هنری پنجم                     | ۱۹۴۴ | لارنس الیویه            |
| ۱۹   | ارابه‌های آتش                  | ۱۹۸۱ | هیو هادسن               |
| ۲۰   | مسئله زندگی و مرگ             | ۱۹۴۶ | پاول و پرسبرگر          |
| ۲۱   | جمعه خوب طولانی               | ۱۹۸۰ | جان مکنزی               |
| ۲۲   | پیشخدمت                       | ۱۹۶۳ | جوزف لوزی               |
| ۲۳   | چهار عروسی و یک تشییع جنازه   | ۱۹۹۴ | مایک نیوول              |
| ۲۴   | ویسکی به وفور!                | ۱۹۴۹ | الکساندر مکندریک        |
| ۲۵   | آخر همه‌چیز                    | ۱۹۹۷ | پیتر کاتانیو            |
| ۲۶   | بازی گریه                     | ۱۹۹۲ | نیل جوردن               |
| ۲۷   | دکتر ژیواگو                   | ۱۹۶۵ | دیوید لین               |
| ۲۸   | زندگی برایان                  | ۱۹۷۹ | تری جونز                |
| ۲۹   | ویدنیل و من                   | ۱۹۸۷ | بروس رابینسون           |
| ۳۰   | دختر گرگوری                   | ۱۹۸۰ | بیل فورسیت              |
| ۳۱   | زولو                          | ۱۹۶۴ | سی اندفیلد              |
| ۳۲   | فرصتی برای پیشرفت             | ۱۹۵۹ | جک کلیتن                |
| ۳۳   | الفی                          | ۱۹۶۶ | لوئیس گیلبرت            |
| ۳۴   | گاندی                         | ۱۹۸۲ | ریچارد اتنبرا           |
| ۳۵   | خانم ناپدید می‌شود             | ۱۹۳۸ | آلفرد هیچکاک            |
| ۳۶   | کسب و کار ایتالیایی           | ۱۹۶۹ | پیتر کالینسن            |
| ۳۷   | قهرمان محلی                   | ۱۹۸۳ | بیل فورسیت              |
| ۳۸   | تعهدات                        | ۱۹۹۱ | آلن پارکر               |
| ۳۹   | ماهی به نام وندا              | ۱۹۸۸ | چارلز کریچتون           |
| ۴۰   | رازها و دروغ‌ها                | ۱۹۹۵ | مایک لی                 |
| ۴۱   | دکتر نو                       | ۱۹۶۲ | ترنس یانگ               |
| ۴۲   | جنون شاه جرج                  | ۱۹۹۴ | نیکلاس هایتنر           |
| ۴۳   | مردی برای تمام فصول           | ۱۹۶۶ | فرد زینمان              |
| ۴۴   | نارکیسوس سیاه                 | ۱۹۴۷ | پاول و پرسبرگر          |
| ۴۵   | زندگی و مرگ کلنل بلیمپ        | ۱۹۴۳ | پاول و پرسبرگر          |
| ۴۶   | الیور توئیست                  | ۱۹۴۸ | دیوید لین               |
| ۴۷   | من خوبم جک                    | ۱۹۵۹ | جان بولتینگ             |
| ۴۸   | نمایش                         | ۱۹۷۰ | نیکلاس روگ و دونالد کمل |
| ۴۹   | شکسپیر عاشق                   | ۱۹۹۸ | جان مدن                 |
| ۵۰   | رختشویخانه زیبای من           | ۱۹۸۵ | استیون فریرز            |
| ۵۱   | تام جونز                      | ۱۹۶۳ | تونی ریچاردسون          |
| ۵۲   | این زندگی ورزشی               | ۱۹۶۳ | لیندسی اندرسن           |
| ۵۳   | پای چپ من                     | ۱۹۸۹ | جیم شریدان              |
| ۵۴   | برزیل                         | ۱۹۸۵ | تری گیلیام              |
| ۵۵   | بیمار انگلیسی                 | ۱۹۹۶ | آنتونی مینگلا           |
| ۵۶   | یک نوک زبان عسل               | ۱۹۶۱ | تونی ریچاردسون          |
| ۵۷   | واسطه                         | ۱۹۷۰ | جوزف لوزی               |
| ۵۸   | مردی با لباس سفید             | ۱۹۵۱ | الکساندر مکندریک        |
| ۵۹   | پرونده ایپکرس                 | ۱۹۶۵ | سیدنی جی. فیوری         |
| ۶۰   | آگراندیسمان                   | ۱۹۶۶ | میکل‌آنجلو آنتونیونی     |
| ۶۱   | تنهایی یک دونده استقامت       | ۱۹۶۲ | تونی ریچاردسون          |
| ۶۲   | عقل و احساس                   | ۱۹۹۵ | انگ لی                  |
| ۶۳   | گذرنامه ورود به پیملیکو       | ۱۹۴۹ | هنری کورنلیوس           |
| ۶۴   | بازمانده روز                  | ۱۹۹۳ | جیمز ایوری              |
| ۶۵   | یکشنبه خونین یکشنبه           | ۱۹۷۱ | جان شلزینجر             |
| ۶۶   | بچه‌های راه‌آهن                 | ۱۹۷۰ | لایونل جفریس            |
| ۶۷   | مونا لیزا                     | ۱۹۸۶ | نیل جوردن               |
| ۶۸   | منفجرکننده‌های سد              | ۱۹۵۵ | مایکل اندرسون           |
| ۶۹   | هملت                          | ۱۹۴۸ | لارنس الیویه            |
| ۷۰   | پنجه طلایی                    | ۱۹۶۴ | گای همیلتون             |
| ۷۱   | الیزابت                       | ۱۹۹۸ | شکهار کاپور             |
| ۷۲   | خداحافظ، آقای چیپس            | ۱۹۳۹ | سم وود                  |
| ۷۳   | اتاقی با یک چشم‌انداز          | ۱۹۸۵ | جیمز ایوری              |
| ۷۴   | روز شغال                      | ۱۹۷۳ | فرد زینمان              |
| ۷۵   | دریای بی‌رحم                   | ۱۹۵۳ | چارلز فرند              |
| ۷۶   | بیلی دروغگو                   | ۱۹۶۳ | جان شلزینجر             |
| ۷۷   | الیور!                        | ۱۹۶۸ | کارول رید               |
| ۷۸   | نگاه دزدکی                    | ۱۹۶۰ | مایکل پاول              |
| ۷۹   | دور از اجتماع خشمگین          | ۱۹۶۷ | جان شلزینجر             |
| ۸۰   | قرارداد نقشه‌کش                | ۱۹۸۲ | پیتر گرینوی             |
| ۸۱   | پرتقال کوکی                   | ۱۹۷۱ | استنلی کوبریک           |
| ۸۲   | صداهای دوردست، زندگی‌های بی‌جان | ۱۹۸۸ | ترنس دیویس              |
| ۸۳   | عزیز                          | ۱۹۶۵ | جان شلزینجر             |
| ۸۴   | ریتای محصل                    | ۱۹۸۳ | لوئیس گیلبرت            |
| ۸۵   | ناامیدی                       | ۱۹۹۶ | مارک هرمن               |
| ۸۶   | ژنویو                         | ۱۹۵۳ | هنری کورنلیوس           |
| ۸۷   | زنان عاشق                     | ۱۹۶۹ | کن راسل                 |
| ۸۸   | شب‌زنده‌داری با بزن و بکوب      | ۱۹۶۴ | ریچارد لستر             |
| ۸۹   | آتش‌ها برافروختند              | ۱۹۴۳ | هامفری جنینگز           |
| ۹۰   | امید و افتخار                 | ۱۹۸۷ | جان بورمن               |
| ۹۱   | نام من جو است                 | ۱۹۹۸ | کن لوچ                  |
| ۹۲   | جایی که خدمت می‌کنیم           | ۱۹۴۲ | نوئل کاوارد و دیوید لین |
| ۹۳   | کاراواجو                      | ۱۹۸۶ | درک جارمن               |
| ۹۴   | ناقوس‌های سنت ترینیان          | ۱۹۵۴ | فرانک لاوندر            |
| ۹۵   | زندگی شیرین است               | ۱۹۹۰ | مایک لی                 |
| ۹۶   | مرد حصیری                     | ۱۹۷۳ | رابین هاردی             |
| ۹۷   | نکبت                          | ۱۹۹۷ | گری الدمن               |
| ۹۸   | چهره‌های کوچک                  | ۱۹۹۵ | گیلیز مک‌کینون           |
| ۹۹   | ادامه بده... تا بالای خیبر    | ۱۹۶۸ | جرالد توماس             |
| ۱۰۰  | میدان‌های کشتار                | ۱۹۸۴ | رولند جافه              |